# گلدن دال (واشینگتن)
گلدن دال (به انگلیسی: Goldendale) شهری در شهرستان کلیکیتات ایالت واشنگتن است که در سرشماری سال ۲۰۱۰ میلادی، ۳۴۰۷ نفر جمعیت داشته است.